# Rümligen
Rümligen (toponimo tedesco) è un comune svizzero di 440 abitanti del Canton Berna, nella regione di Berna-Altipiano svizzero (circondario di Berna-Altipiano svizzero).

## Monumenti e luoghi d'interesse

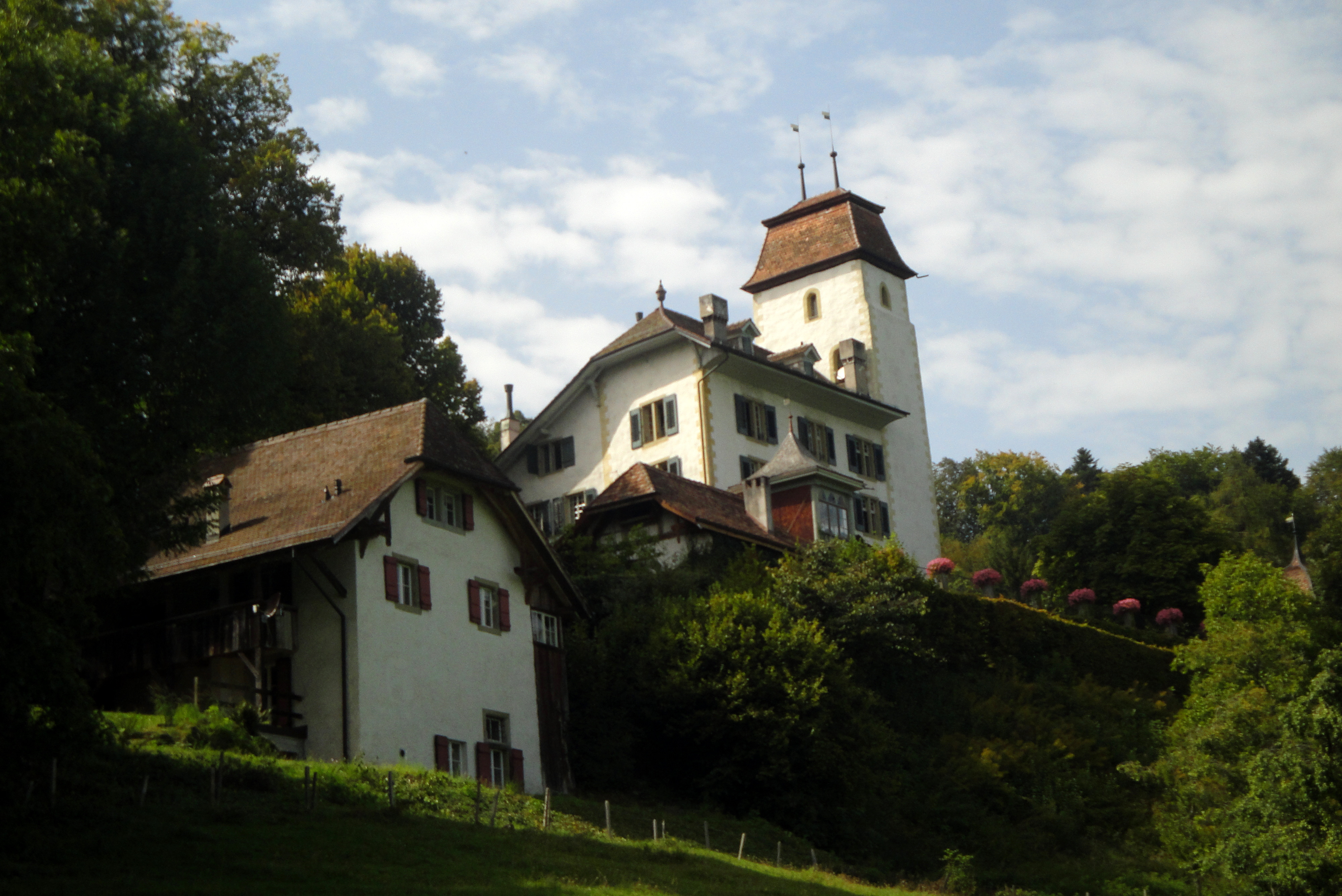
Il castello di Rümligen

- Castello di Rümligen, eretto nel Basso Medioevo e ricostruito dopo il 1709 da Samuel Frisching[1].

## Società

### Evoluzione demografica
L'evoluzione demografica è riportata nella seguente tabella:
Abitanti censiti

## Amministrazione
Ogni famiglia originaria del luogo fa parte del cosiddetto comune patriziale e ha la responsabilità della manutenzione di ogni bene ricadente all'interno dei confini del comune.